# Friedrich Bouvier

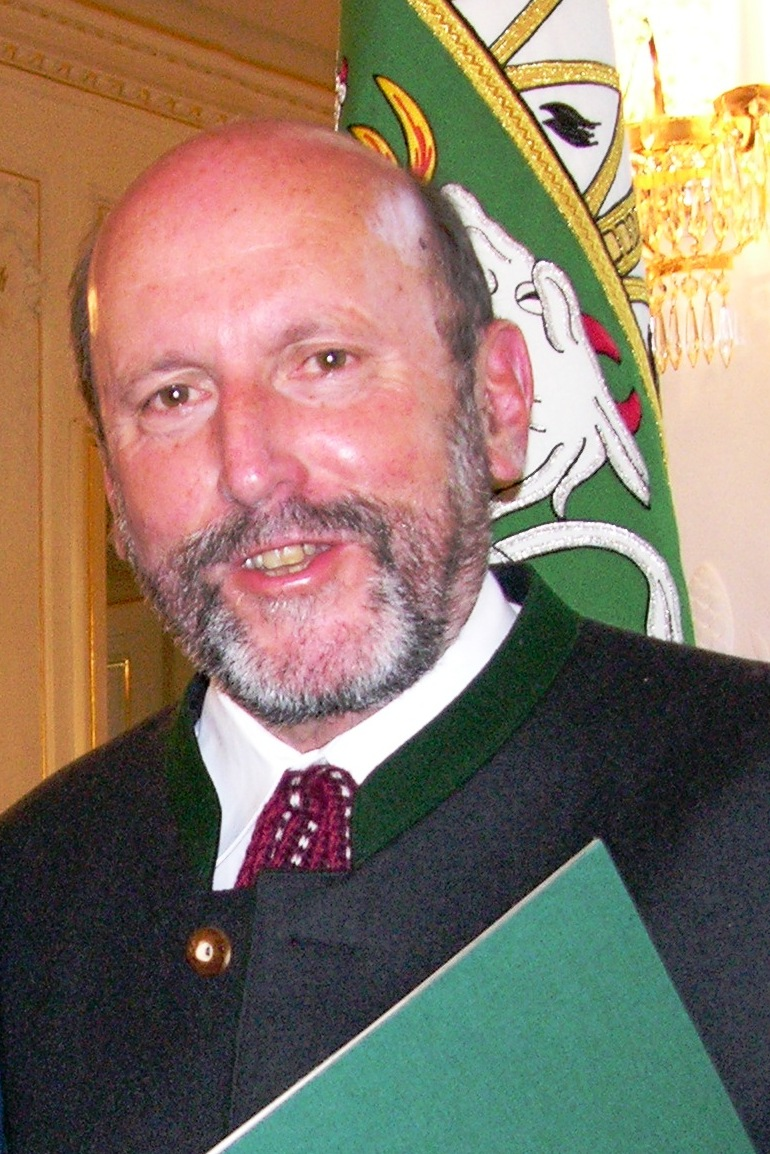
Friedrich Bouvier (2008)

Friedrich Bouvier (* 11. April 1943 in Graz) ist ein österreichischer Architekt und Denkmalpfleger, Schriftleiter des Historischen Jahrbuchs der Stadt Graz und war von 1989 bis 2007 Landeskonservator der Steiermark.

## Karriere
Friedrich Bouvier besuchte von 1960 bis 1965 die Höhere technische Bundeslehranstalt für das Baufach und Kunstgewerbe (Ortweinschule) in Graz. An der dortigen Höheren Abteilung für Hochbau war er ein Schüler von Erich Leuthmetzer und Hans Krisch. 1965 legte er die Matura ab. Danach studierte er an der Technischen Universität Graz Architektur (1971 Sponsion zum  Diplomingenieur). Anschließend wurde er Universitätsassistent am Institut für Kunstgeschichte der Technischen Universität Graz. Er schrieb seine Dissertation über „das städtebauliche Ensemble am Beispiel der Grazer Platzfolge“ (1977 Promotion zum Dr. tech.). 1979 wurde er Mitglied der Grazer Altstadtkommission, 1985 Mitarbeiter des Bundesdenkmalamtes im Landeskonservatorat für Steiermark, 1989 Landeskonservator für Steiermark, eine Funktion, die er bis 2007 ausübte.

## Veröffentlichungen
- Verein Grazer Altstadt / Bd. 2. Die Altstadt-Fassade; Akademische Druck- und Verlagsanstalt, Graz 2008. ISBN 978-3-201-01878-4
- Stadt und Eisenbahn Graz und die Südbahn; Stadt Graz, Graz 2007.
- Nikola Tesla und die Technik in Graz; Verl. der Techn. Univ., Graz 2006. ISBN 978-3-902465-39-9
- Das Herz-Jesu-Viertel in Graz; Weishaupt, Gnas 2005, 1. Aufl.
- Graz um 1900; Stadt Graz, Graz 1998.
- Graz 1945; Stadt Graz, Graz 1994.
- Lebendige Altstadt; Stocker, Graz 1991. ISBN 3-7020-0622-2

## Ehrungen
- Ernennung zum Bürger der Stadt Graz (2009)[4]
- Großes Ehrenzeichen des Landes Steiermark (2008)[5]